# Cheers for Miss Bishop
Cheers for Miss Bishop é um filme norte-americano de 1941, do gênero drama, dirigido por Tay Garnett e estrelado por Martha Scott e William Gargan.
O filme, sobre uma professora que devota cinquenta anos da vida à profissão, é um tour de force para Martha Scott e marca a estreia no cinema de Rosemary De Camp.
A trilha sonora foi indicada ao Oscar.

## Sinopse

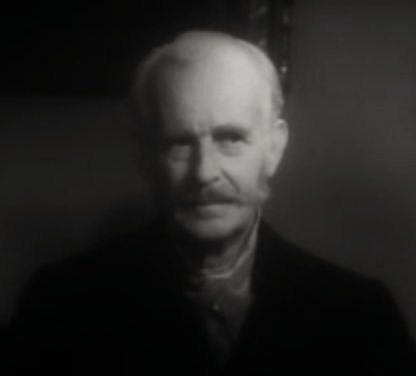
Howard Hickmana em cena do filme

No jantar em homenagem à professora Ella Bishop, que ora se aposenta depois de toda uma vida dedicada à educação, os ex-alunos se perguntam porque ela nunca se casou. Flashbacks mostram que a mestra, por cinco décadas, recusou o amor do merceeiro Sam Peters, hoje o homem mais importante da cidade. Mostram também que ela teve dois relacionamentos frustrantes. O primeiro, com o fraco Delbert Thompson, que acabou por se casar com a prima dela, Hope. O outro, com John Stevens, que era casado e cuja esposa recusou-lhe o divórcio. Assim, restou a Ella o refúgio da profissão...

## Premiações
| Patrocinador                                  | Prêmio | Categoria                    | Situação |
| --------------------------------------------- | ------ | ---------------------------- | -------- |
| Academia de Artes e Ciências Cinematográficas | Oscar  | Melhor Trilha Sonora (Drama) | Indicado |

## Elenco
| Ator/Atriz        | Personagem          |
| ----------------- | ------------------- |
| Martha Scott      | Ella Bishop         |
| William Gargan    | Sam Peters          |
| Edmund Gwenn      | Corcoran            |
| Sterling Holloway | Chris Jensen        |
| Dorothy Peterson  | Senhora Bishop      |
| Sidney Blackmer   | John Stevens        |
| Mary Anderson     | Amy Saunders        |
| Donald Douglas    | Delbert Thompson    |
| Marsha Hunt       | Hope Thompson       |
| Ralph Bowman      | Richard Clark       |
| Howard Hickman    | Professor Lancaster |
| Lois Ransom       | Gretchen Clark      |
| Rosemary De Camp  | Minna Fields        |
| William Farnum    | Juiz Peters         |
| Jack Mulhall      | Professor Carter    |